# Methylphenobarbital
Methylphenobarbital (INN), còn được gọi là mephobarbital (USAN, JAN) và mephobarbitone (BAN), đưa ra thị trường dưới tên thương hiệu như Mebaral, Mephyltaletten, Phemiton, và Prominal, là một loại thuốc mà là một barbiturat phái sinh và được sử dụng chủ yếu như một thuốc chống co giật, nhưng cũng như một thuốc an thần và giải lo âu. Nó là chất tương tự N -methylate hóa của phenobarbital và có chỉ định, giá trị điều trị và khả năng dung nạp tương tự.

## Lịch sử phê duyệt
- 1935 - Mebaral được giới thiệu bởi Dược phẩm Winthrop.
- 2001 - Methylphenobarbital ngừng ở Anh.
- 2003 - Mebaral được mua lại bởi công ty dược phẩm ovation (một công ty dược phẩm đặc biệt mua lại các sản phẩm dược phẩm có thương hiệu chưa được quảng bá).
- 2009 - Ovation được mua lại bởi Lundbeck, hiện đang tiếp thị Mebaral.
- 2012 - Lundbeck tuyên bố rằng họ đã từ bỏ sản phẩm tại Mỹ kể từ ngày 6 tháng 1 năm 2012. Lý do được nêu là vì "công ty đã đánh giá kỹ lưỡng tất cả các con đường để giữ Mebaral có sẵn cho bệnh nhân, nhưng cuối cùng kết luận rằng bất kể họ bước nào Lundbeck], bệnh nhân sẽ bị buộc phải chuyển sang một liệu pháp mới. "

Công ty tiếp tục tuyên bố trong một lá thư trên trang web của mình  rằng theo Sáng kiến Thuốc không được phê duyệt của FDA, FDA không còn sẵn sàng cho phép thuốc được khai trương. Một ứng dụng thuốc mới cần phải được nộp để được phê duyệt tiếp thị, phải mất khoảng năm năm, trong thời gian đó, bệnh nhân sẽ phải thay đổi trị liệu trong mọi trường hợp. Các máy tính bảng cuối cùng có ngày hết hạn vào ngày 31 tháng 3 năm 2012 và thuốc sẽ không còn có sẵn ở Hoa Kỳ khi nguồn cung bị cạn kiệt.

## Quá liều
Các triệu chứng quá liều của mephobarbital bao gồm nhầm lẫn, giảm hoặc mất phản xạ, buồn ngủ, sốt, khó chịu, hạ thân nhiệt, phán đoán kém, khó thở hoặc thở chậm, nhịp tim chậm, nói chậm, khó thở, khó ngủ Đôi mắt, sự yếu đuối.